# Scopula confinaria
Scopula confinaria là một loài bướm đêm trong họ Geometridae.